# Pyrianoreina
Pyrianoreina is een kevergeslacht uit de familie van de boktorren (Cerambycidae). De wetenschappelijke naam van het geslacht werd voor het eerst geldig gepubliceerd in 2008 door Martins & Galileo.

## Soorten
Pyrianoreina omvat de volgende soorten:
- Pyrianoreina hovorei Martins & Galileo, 2008
- Pyrianoreina piranga Martins & Galileo, 2008